# Инаугурация Томаса Джефферсона (1801)
Первая инаугурация Томаса Джефферсона в качестве 3-го Президента США состоялась 4 марта 1801 года. Одновременно к присяге был приведён Аарон Берр как 3-й вице-президент США. Президентскую присягу проводил Председатель Верховного суда США Джон Маршалл, а присягу вице-президента принимал временный президент Сената США Джеймс Хиллхаус.

## Церемония
Данная инаугурация является первой прошедшей инаугурацией в городе Вашингтон. Утром артиллерийская рота на Кэпитол Хилл устроила стрельбу в честь рассвета, и Джефферсон первым делом передал копию своей речи в газету «National Intelligencer», чтобы она была опубликована и доступна сразу после доставки. Темой его выступления было примирение после его выборов.
Джефферсон жил в пансионе Конрада и Макманна на южной стороне здания Капитолия, и примерно в 10:00 Александрийская рота стрелков вышла на пересечение Нью-Джерси-авеню и Си-стрит. Джефферсон, одетый, по словам репортёра, как «простой гражданин без какого-либо отличительного знака должности», стал первым президентом, который шёл пешком, а не ехал в карете на церемонию, отправившись около полудня с некоторыми конгрессменами, окружными маршалами и военными офицерами из Алегзандрии. Он произнёс речь в Сенатской палате Капитолия, а затем принял присягу, которой руководил Председатель Верховного суда США Джон Маршалл. Примечательно также то, что впервые на инаугурации играл Оркестр морской пехоты США.
Уходящий президент Джон Адамс, расстроенный проигрышем на выборах, а также смертью своего сына Чарльза от алкоголизма, не присутствовал на инаугурации. Он покинул президентский дом в 4 часа утра общественным дилижансом, направлявшимся в Балтимор. Это был первый случай, когда уходящий президент не присутствовал на инаугурации своего преемника.